# Gouvernement Lucas III
 Castille-et-León
Lucas II Herrera I
Le gouvernement Lucas III est le gouvernement de Castille-et-León entre le 19 juillet 1999 et le 20 mars 2001, durant la Ve législature des Cortes de Castille-et-León. Il est présidé par Juan José Lucas.

## Historique
Investi président de la Junte le 13 juillet 1999, Juan José Lucas annonce la composition de son gouvernement le 16 juillet suivant. La nomination des conseillers prend effet le 19 après publication au bulletin officiel de Castille-et-León (BOCyL),,.

## Composition
| Fonction                                                          | Titulaire | Titulaire                                                                | Parti |
| ----------------------------------------------------------------- | --------- | ------------------------------------------------------------------------ | ----- |
| Président                                                         |           | Juan José Lucas                                                          | PP    |
| Premier vice-président Conseiller à l'Environnement, porte-parole |           | José Manuel Fernández Santiago                                           | PP    |
| Deuxième vice-président Conseiller à l'Éducation et à la Culture  |           | Tomás Villanueva Rodríguez                                               | PP    |
| Conseiller à la Présidence et aux Administrations territoriales   |           | Jesús Mañueco Alonso (jusqu'au 01/06/2000) María José Salgueiro Cortiñas | PP    |
| Conseillère à l'Économie et aux Finances                          |           | Isabel Carrasco Lorenzo                                                  | PP    |
| Conseiller à l'Équipement                                         |           | José Luis Raniero González Vallvé                                        | PP    |
| Conseiller à l'Agriculture et à l'Élevage                         |           | José Valín Alonso                                                        | PP    |
| Conseiller à la Santé et au Bien-être social                      |           | Carlos Javier Fernández Carriedo                                         | PP    |
| Conseiller à l'Industrie, au Commerce et au Tourisme              |           | José Juan Pérez-Tabernero Población                                      | PP    |